# Відвідини Дракулової родини
Відвідини Дракулової родини (англ. Dracula's family visit) — нідерландський художній повнометражний фільм 2006 року. Жанр: чорна комедія, пародія на старомодні фільми про Дракулу та вампірів. Фільм вийшов у прем'єру 28 жовтня 2006 на Міжнародному кінофестивалі «Shoot Me» в Гаазі (Den Haag).

## Короткий зміст
Упир Дамійон Дракула мешкає у величезному будинку разом зі своїми двома дочками сіамськими близнюками Лоті та Люною, а також зі своєю новою подругою із зовнішнього світу — Софі й обслуговчим персоналом. Завдяки Софі, Дракула прагне перетворитися на «звичайну людину» й покинути упирські звички. Проте, це йому важко вдається. Він пропонує Софі руку і серце, та водночас намагається всіма заходами приховати від свої обранки, що він насправді не хто інший, як вампір. Дамійон Дракула навіть і не здогадується, що Софі було підіслано до нього як шпіонку з пошуку вампірів, з метою викрити його упирські витівки.
Софі, слідкуючи за Дракулою, закохується в нього по самісінькі вуха. Кохання, як то кажуть, — сліпе. До Дракули в гості приїхала його зведена сестра Агат з дочкою Флорентіною. Психоманіяк лакей Родерік геть не задоволений поведінкою зухвалої Флорентіни й вирішує помститися дівчинці за її недобрі жарти. У цю мить темні сили пекла спускаються на землю.

## Над фільмом працювали
- Режисер: Монік Брет (Monique Breet)
- Оператор: Арно ван Рейн (Arno van Reyn)
- Продюсер: Йос Гескус (Jos Geskus)

### В головних ролях
- Дракула: Гаррі Гейс (Harrie Huijs)
- Софі: Галина Кияшко (Galyna Kyyashko)
- Анжеліка: Клавдія Нефт (Claudia Neeft)
- Агат: Марйолейн ван Зіл (Marjolein van Ziel)
- Флорентіна: Марія Стют (Maria Stuut)
- Родерік: Яро Волф (Jaro Wolff)
- Лоті та Люна: Робін та Люка Схонгейт (Robin & Luca Schoonheyt)
- Франк Гелсінк: Рул Петерс (Roel Peeters)